# Мийон, Шарль
Шарль Мийо́н (фр. Charles Millon; род. 12 ноября 1945, Белле) — французский политик, министр обороны (1995—1997).

## Биография
Вырос в консервативной семье, тяжело переживавшей поражение при Дьенбьенфу и потерю Французского Алжира. Изучал право и экономику в Лионском университете, тогда же основал Автономное движение лионских студентов (Mouvement autonome des étudiants lyonnais, сокращённо Madel), настроенное против молодёжных протестов 1968 года.
С 1970 года работал консультантом по юридическим и налоговым делам, в 1977 году избран мэром родного города Белле. В 1978 году избран в Национальное собрание от Союза за французскую демократию, в 1984 году вошёл в Политическое бюро Республиканской партии, в 1988 году избран председателем регионального совета Рона — Альпы, в сентябре 1989 года возглавил фракцию СФД в Национальном собрании.
18 мая 1995 года при формировании первого правительства Жюппе получил портфель министра обороны, 7 ноября 1995 года был переназначен при формировании второго правительства Жюппе и сохранял эту должность весь срок полномочий правительства до 2 июня 1997 года, когда приступило к отправлению своих полномочий правительство Жоспена.
В 1998 году Мийон попал под вал критики после очередного переизбрания председателем совета Рона — Альпы. По итогам региональных выборов его однопартийцы получили поддержку 6 % избирателей, а Национальный фронт — 29 %, и Мийон при голосовании в совете 20 марта 1998 года сохранил свой пост благодаря поддержке депутатов от НФ. Мийон был в порядке административного судопроизводства отстранён от должности, и 4 января 1999 года новым председателем регионального совета была избрана Анн-Мари Компарини.
Исключённый из СДФ, Мийон на муниципальных выборах в Лионе возглавил список основанного им движения «Правые либерал-христиане», который получил в первом туре 11 марта 2001 года 23,11 % голосов против 24,45 % у бывших однопартийцев во главе с Мишелем Мерсье. 18 марта состоялся второй тур, победителем которого вышел кандидат левого блока Жерар Коллон.
17 апреля 2001 года отказался от мандата депутата Национального собрания.
В 2010 году вместе со своей женой Шанталь Дельсоль, известной французской писательницей и философом, а также с их детьми, оказался под судом по обвинению в незаконном пользовании домом на Рю де ля Шарите в Лионе, предоставленном ему вместе с обслуживающим персоналом как председателю регионального совета Рона — Альпы.
25 февраля 2013 года прокуратура Парижа прекратила дело по обвинению Мийона в финансовых злоупотреблениях на сумму 150 тысяч евро, начатое по иску основного акционера компании Agro Energie Développement (Agroed).

## Книги
- L’Extravagante Histoire des nationalisations, Paris, Plon, 1984, 291 p. ISBN 2-259-01160-8, Премия Додо[фр.] Французской академии.
- Pour redresser la France, l’alternance-vérité, Paris, Albatros, 1986, 134 p.
- La Tentation du conservatisme, Paris, Belfond, 1995, 155 p. ISBN 2-7144-3259-X.
- La Paix civile, Paris, Odile Jacob, 1998, coll. " Le temps du débat ", 207 p. ISBN 2-7381-0659-5.
- Lettres d’un ami impertinent à Jacques Chirac, Paris, Jean-Claude Lattès, 2002, 166 p. ISBN 2-7096-2389-7.